# PROA Comunicación
PROA Comunicación es una empresa española fundada en 2009. Dedicada a la comunicación corporativa y la gestión de la reputación, es la promotora del Observatorio Proa.Con sede en Madrid, tiene delegaciones en Barcelona, Bilbao, Valencia, Santander y Vigo. En 2023 recibió el Premio Ana Baschwitz a mejor agencia de comunicación.

## Historia
La consultora fue creada en 2009 por la periodista cántabra Lucía Casanueva tomando su nombre de la revista Proa a la mar. Tras su paso por el diario Expansión y Actualidad Económica, tuvo la oportunidad de conocer el tejido empresarial español y trabajó en agencias españolas e internacionales, como LLorente y Cuenca, Kreab y Edelman.
En sus inicios la consultora estaba especializada en comunicación corporativa, financiera y de crisis..  Fue refundada en 2015 con la entrada de Valvanuz Serna, y se amplió a los sectores de gran consumo y servicios profesionales. En 2020 adoptó un nuevo posicionamiento estratégico con nueva imagen, web, lema y logotipo.
En 2022 inauguró sede en la calle Montalbán, presentándose un informe sobre la comunicación en tiempos de crisis. Cuenta con alianzas internacionales con las consultoras Vae Solis Communications y Corpcom.
En abril de 2023 obtuvo el premio Ana Baschwitz a mejor Agencia de Comunicación, que se desarrolló en el centro cultural Eduardo Úrculo de Madrid.La consultora forma parte de la Fundación Woman Forward como patrono de los premios Woman Forward al “Gobierno Corporativo y Diversidad de Género.”

## Observatorios PROA
Los Observatorios PROA Comunicación son encuentros con líderes de opinión sobre temas de actualidad, moderados por el equipo directivo de la consultora. Tras la intervención de los ponentes se abre un debate con el público asistente, formado por CEO, directores generales, directores de comunicación y periodistas.
Fueron creados en 2017 para abordar la actualidad desde el punto de vista de la comunicación,celebrándose desde entonces 25 encuentros. En ellos se han tratado diversos temas con la participación de expertos, tanto políticos, como empresarios, juristas, periodistas y militares. Entre ellos han participado José Luis Martínez-Almeida,Javier Ortega-Smith, Jordi Sevilla,Cristobal Montoro,Ana Pastor, Juan Carlos Campo, Javier Zaragoza, Pau Molins, Manuel Sala, Borja Bergareche, Mirian Izquierdo, José Antonio Zarzalejos, y Raimundo Herráiz,entre otros.
En cuanto a otras actividades divulgativas, la consultora organiza los Diálogos de Actualidad PROA Comunicación. En 2024 intervinieron Carlos Souto, Tom Burns, y Darío Lopérfido, que analizaron la victoria de Trump. En 2025 Juan María Nin, presidente del Círculo de Empresarios, junto a Miguel Ángel Noceda, presidente de la Federación de Asociaciones de Periodistas de España (FAPE), analizaron los os desafíos geopolíticos y económicos de Europa.